# Pequelandia
Pequelandia va ser un programa de televisió xilè, emès entre 1995 i 2003 per UCV Televisión. Va ser conduït per Claudia Loreto Bravo i les titelles estaven a càrrec de Roberto Oyarzún. A més, la participació de l'actor George Casanova va ser fonamental perquè va desenvolupar prop de sis personatges diferents per al programa. Tots ells, més les titelles, van ser seguits pels nens de l'època.
Gastón Centeno Pozo va ser el primer director i, quan es va embarcar en el projecte Mundo Mágico, la directora Pamela Farías va seguir amb el càrrec amb molt bons resultats. Un dels titelles, el Doctor Pavor, va aconseguir tal popularitat que va passar a altres programes del canal, més enfocats a un públic adult.